# World Professional Darts Championship 1978
De Embassy World Professional Darts Championship 1978 was de 1e editie van het internationale dartstoernooi Embassy dat werd gehouden van 6 februari 1978 tot en met 10 februari 1978 in het Engelse Nottingham. De World Professional Darts Championship werd georganiseerd door de British Darts Organisation, BDO.

## Prijzengeld
Het totale prijzengeld bedroeg £10.500,- en was als volgt verdeeld:
| Plaats        | Prijzengeld |
| ------------- | ----------- |
| Winnaar       | £3.000      |
| Runner-up     | £1.700      |
| Derde plaats  | £1.000      |
| Vierde plaats | £800        |
| Kwartfinalist | £500        |
| 1e ronde      | £250        |

## Alle wedstrijden

### Eerste ronde (best of 11 legs)
| Eric Bristow    | Engeland  | - | Conrad Daniels    | USA       | 3 - 6 |
| Nicky Virachkul | USA       | - | Hillyard Rossiter | Canada    | 6 - 0 |
| Alan Evans      | Wales     | - | Alan Glazier      | Engeland  | 6 - 4 |
| Leighton Rees   | Wales     | - | Barry Atkinson    | Australië | 6 - 0 |
| Rab Smith       | Schotland | - | Patrick Clifford  | Ierland   | 6 - 0 |
| Stefan Lord     | Zweden    | - | Kenth Ohlsson     | Zweden    | 6 - 3 |
| Tim Brown       | Australië | - | Tony Brown        | Engeland  | 6 - 3 |
| Bobby Semple    | Schotland | - | John Lowe         | Engeland  | 1 - 6 |

### Kwartfinale (best of 11 legs)
| Conrad Daniels | USA       | - | Nicky Virachkul | USA      | 4 - 6 |
| Alan Evans     | Wales     | - | Leighton Rees   | Wales    | 3 - 6 |
| Rab Smith      | Schotland | - | Stefan Lord     | Zweden   | 3 - 6 |
| Tim Brown      | Australië | - | John Lowe       | Engeland | 1 - 6 |

### Halve finale (best of 15 legs)
| Nicky Virachkul | USA    | - | Leighton Rees | Wales    | 7 - 8 |
| Stefan Lord     | Zweden | - | John Lowe     | Engeland | 4 - 8 |

### Derde plaats (best of 9 legs)
| Nicky Virachkul | USA | - | Stefan Lord | Zweden | 5 - 4 |

### Finale (best of 21 legs)
| Leighton Rees | Wales | - | John Lowe | Engeland | 11 - 7 |

World Cup Darts (WDF)

1977 · 1979 · 1981 · 1983 · 1985 · 1987 · 1989 · 1991 · 1993 · 1995 · 1997 · 1999 · 2001 · 2003 · 2005 · 2007 · 2009 · 2011 · 2013 · 2015 · 2017 · 2019 · 2021 · 2023
World Darts Championship (BDO)

1978 · 1979 · 1980 · 1981 · 1982 · 1983 · 1984 · 1985 · 1986 · 1987 · 1988 · 1989 · 1990 · 1991 · 1992 · 1993 · 1994 · 1995 · 1996 · 1997 · 1998 · 1999 · 2000 · 2001 · 2002 · 2003 · 2004 · 2005 · 2006 · 2007 · 2008 · 2009 · 2010 · 2011 · 2012 · 2013 · 2014 · 2015 · 2016 · 2017 · 2018 · 2019 · 2020
World Darts Championship (PDC)

1994 · 1995 · 1996 · 1997 · 1998 · 1999 · 2000 · 2001 · 2002 · 2003 · 2004 · 2005 · 2006 · 2007 · 2008 · 2009 · 2010 · 2011 · 2012 · 2013 · 2014 · 2015 · 2016 · 2017 · 2018 · 2019 · 2020 · 2021 · 2022 · 2023 · 2024 · 2025
World Darts Championship (WDF)

2022 · 2023 · 2024
World Seniors Darts Championship (WSDT)

2022 · 2023 · 2024 · 2025